# Ongole
Ongole is een rundveeras uit de Indiase stad Ongole in het district Prakasam, deelstaat Andhra Pradesh. Buiten India komen deze runderen ook voor in de Verenigde Staten, Nederland, Maleisië, Brazilië, Argentinië, Colombia, Mexico, Paraguay, Indonesië, West-Indië, Australië, Fiji, Mauritius, Indo-China en de Filipijnen. Het ras wordt vooral gehouden als trekdier, maar soms ook voor de melk en voor het vlees.
De runderrassen Brahman en Nelore stammen af van de Ongole. 